# Từ trường liên hành tinh

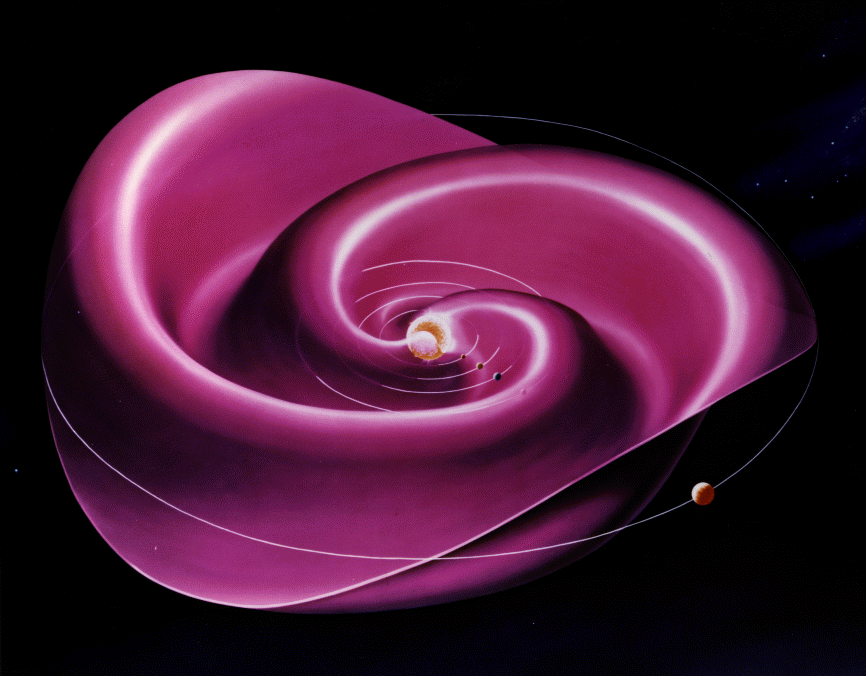
Dòng điện xoắn ốc là một dạng xoắn ốc ba chiều của Parker, kết quả từ ảnh hưởng của từ trường quay của Mặt trời lên plasma trong môi trường liên hành tinh.

Từ trường liên hành tinh (IMF), ngày nay thường được gọi là từ trường xoắn ốc (HMF), là thành phần của từ trường mặt trời được kéo ra từ vành nhật hoa bởi dòng gió mặt trời để lấp đầy Hệ Mặt trời.

## Plasma coron và năng lượng mặt trời
Plasma gió và plasma vành nhật hoa mặt trời có tính dẫn điện cao, có nghĩa là các đường sức từ và dòng plasma được "đóng băng" một cách hiệu quả và từ trường không thể khuếch tán qua plasma theo thang đo thời gian quan tâm. Trong vành nhật hoa mặt trời, áp suất từ vượt quá áp suất plasma và do đó plasma chủ yếu được cấu trúc và giới hạn bởi từ trường. Với độ cao tăng dần qua vành nhật hoa, gia tốc gió mặt trời dẫn đến động lượng dòng chảy vượt quá lực căng từ hạn chế và từ trường vành được kéo ra bởi gió mặt trời để tạo thành HMF.
Áp suát động của gió chiếm ưu thế so với áp suất từ thông qua hầu hết Hệ mặt trời (hoặc nhật quyển), do đó từ trường được kéo vào mô hình xoắn ốc Archimedean (xoắn ốc Parker ) bằng sự kết hợp của chuyển động ra ngoài và Mặt trời quay. Trong không gian gần Trái Đất, IMF thường tạo một góc xấp xỉ 45 ° so với đường Trái Đất-Mặt trời, mặc dù góc này thay đổi theo tốc độ gió mặt trời. Góc của IMF theo hướng xuyên tâm giảm theo vĩ độ xoắn ốc, vì tốc độ của điểm chân quang ảnh bị giảm.
Tùy thuộc vào cực tính của điểm chân quang, từ trường xoắn ốc hướng vào trong hoặc hướng ra ngoài; từ trường theo cùng một hình dạng xoắn ốc ở phía bắc và phía nam của vòng xoắn ốc, nhưng với hướng trường ngược lại. Hai miền từ tính này được ngăn cách bởi một tấm hai dòng điện (một dòng điện được giới hạn trong một mặt phẳng cong). Tấm dòng điện xoắn ốc này có hình dạng tương tự như váy của diễn viên múa ba-lê xoay và thay đổi hình dạng qua chu kỳ mặt trời khi từ trường của Mặt trời đảo ngược khoảng 11 năm một lần.

## Từ trường trên quỹ đạo Trái Đất

Một video mô phỏng từ trường của Trái Đất tương tác với từ trường liên hành tinh (mặt trời) (IMF)

Plasma trong môi trường liên hành tinh cũng chịu trách nhiệm cho cường độ từ trường của Mặt trời tại quỹ đạo của Trái Đất lớn hơn 100 lần so với dự đoán ban đầu. Nếu không gian là chân không, thì trường lưỡng cực từ của Mặt trời, khoảng 10 −4 tesla ở bề mặt Mặt trời, sẽ giảm với khối nghịch đảo của khoảng cách xuống còn khoảng 10 −11 teslas. Nhưng các quan sát vệ tinh cho thấy nó lớn hơn khoảng 100 lần với khoảng 10 −9 tesla. Lý thuyết từ thủy động lực học (MHD) dự đoán rằng chuyển động của chất lỏng dẫn điện (ví dụ môi trường liên hành tinh) trong từ trường, tạo ra dòng điện tạo ra từ trường và về mặt này nó hoạt động giống như một máy phát điện MHD.